# إدوين سانشيز
إدوين سانشيز (بالإسبانية: Edwin Sánchez) (21 فبراير 1990 بسانتا تكلا، السلفادور في السلفادور - ) هو لاعب كرة قدم سلفادوري في مركز الهجوم. شارك مع منتخب السلفادور تحت 20 سنة لكرة القدم ومنتخب السلفادور تحت 21 سنة لكرة القدم ‏ ومنتخب السلفادور لكرة القدم. أما مع النوادي، فقد لعب مع ديفنسا خوستيكا وSanta Tecla F.C. ‏ ونادي سانتانيكوس أسوشيتد وإيسيدرو ميتابان ‏ ونادي جامعة السلفادور ‏ وTurín FESA F.C. ‏.

## وصلات خارجية
- إدوين سانشيز على موقع الاتحاد الدولي (مؤرشف)  (الإنجليزية)
- إدوين سانشيز على موقع قاعدة بيانات كرة القدم.إي يو (الإنجليزية)
- إدوين سانشيز على موقع ناشيونال فوتبول تيمز (الإنجليزية)
- إدوين سانشيز على موقع Soccerway.com (الإنجليزية)